# Palo Seco (Venezuela)
Palo Seco es una pequeña población del estado Guárico, Venezuela, situada en el municipio Francisco de Miranda, dentro de la parroquia de Calabozo. Ubicada a 152 metros sobre el nivel del mar, se encuentra a 25 kilómetros de la ciudad de Calabozo, lo que le otorga una posición estratégica en la región. Con una población de 1.382 habitantes, Palo Seco es una zona reconocida por su actividad ganadera y por servir como área de experimentos ambientales.
A pesar de estar a 10 kilómetros de distancia del Embalse Guárico, su ubicación en los llanos ondulados permite una vista del embalse y la protege de las inundaciones que suelen afectar los llanos bajos. La localidad mantiene su importancia gracias a sus características geográficas y su proximidad a la ciudad de Calabozo, siendo parte integral del paisaje productivo de la región. Sus coordenadas son 9°4′N 67°14′O / 9.067, -67.233.

## Represa de Palo Seco
Presa Palo Seco está ubicada en el Municipio Francisco de Miranda, Estado Guárico, fue construida en el año 1974 bajo el periodo presidencial del Dr. Rafael Calderas con el objeto de abastecer de agua a la población. Dicha presa se encuentra situada en un sitio estratégico de Palo Seco, ya que capta todas las aguas de la sabana. Cuenta con un aliviadero de concreto de un ancho de 5,5 metros, una altura de 1,40 metros y largo 10 metros, el cual trabaja por rebose. En este sentido, posee un dique con dimensiones de 480 metros de largo, 15 metros de alto y corona o cresta de 4 metros de ancho. La presa se localiza a 10 kilómetros del Embalse Guárico, lo que no permite que el poblado obtenga agua directa de la Represa Generoso Campilongo.  Este proyecto se llevó a cabo, en vista de la necesidad de agua potable para las vivienda, ya que esta es una zona con bajo nivel freático.
- Datos: Q6059109